# Het Blak, Kievitsheide, Ekstergoor en nabijgelegen Kamsalamanderhabitats
Het Blak, Kievitsheide, Ekstergoor en nabijgelegen Kamsalamanderhabitats este o arie protejată (arie specială de conservare — SAC, sit de importanță comunitară — SCI, arie de protecție specială avifaunistică — SPA) din Belgia întinsă pe o suprafață de 697 ha, integral pe uscat.

## Localizare
Centrul sitului Het Blak, Kievitsheide, Ekstergoor en nabijgelegen Kamsalamanderhabitats este situat la coordonatele 51°20′00″N 4°48′00″E / 51.3333°N 4.8°E.

## Înființare
Situl Het Blak, Kievitsheide, Ekstergoor en nabijgelegen Kamsalamanderhabitats a fost declarat arie de protecție specială avifaunistică în ianuarie 1900 pentru a proteja 1 specie de plante și 1 specie de animale. Alte tipuri de protecție:
- sit de importanță comunitară (în mai 2002)
- arie specială de conservare (în aprilie 2014)[1][2][3]

## Biodiversitate
Situată în ecoregiunea atlantică, aria protejată conține 8 habitate naturale: Vegetație psamofilă uscată cu pășuni deschise de Corynephorus și Agrostis, Ape stătătoare oligotrofe până la mezotrofe, cu vegetație de Littorelletea uniflorae și/sau de Isoëto-Nanojuncetea, Lacuri eutrofice naturale cu vegetație de tip Magnopotamion sau Hydrocharition, Pajiști umede nord-atlantice cu Erica tetralix, Pajiști uscate europene, Depresiuni pe substraturi de turbă de Rhynchosporion, Păduri acidofile de stejar bătrân cu Quercus robur pe câmpii nisipoase, Păduri aluvionare cu Alnus glutinosa și Fraxinus excelsior (Alno-Padion, Alnion incanae, Salicion albae).
La baza desemnării sitului se află mai multe specii protejate:
- plante (1): Luronium natans
- amfibieni (1): triton cu creastă (Triturus cristatus)

Pe lângă speciile protejate, pe teritoriul sitului au mai fost identificate 4 specii de păsări, 2 specii de amfibieni, 8 specii de mamifere.